# زوج في إجازة (فلم)
زوج في إجازة هو فيلم كوميدي مصري من إنتاج سنة 1964، من بطولة صلاح ذو الفقار، وليلى طاهر، إخراج محمد عبد الجواد، وتأليف رشاد حجازي ومحمد عبد الجواد، وإنتاج الشركة العامة للإنتاج السينمائي العربي.

## ملخص القصة
عصام نور الدين متزوج من جمالات ويقرر أن يهرب من ملل حياته الزوجية، فيدعي لزوجته أنه مكلف في مهمة عمل عدة شهور في مدينة أسوان. يسافر عصام إلى مدينة الإسكندرية، لقضاء رحلة إستجمام، فتكتشف زوجته خدعته، وتقرر أن تعلمه درسًا، فتتنكر بزي فتاة شقراء لعوب تحمل اسم روزيتا. وتقوم روزيتا أو جمالات بإيقاع عصام، الذي يقع في حبها وتتوالى الاحداث.

## طاقم التمثيل
- صلاح ذو الفقار بدور عصام نور الدين
- ليلي طاهر بدور جمالات - روزيتا
- نادية النقراشي بدور فاطمة
- أبو بكر عزت بدور حسين
- عمر عفيفي بدور أحمد زوج راوية
- هالة الشواربي بدور راوية
- عبد الخالق صالح بدور بهجت عبد السلام
- فيفي سعيد بدور سنية والدة جمالات
- حسين إسماعيل بدور سيد الفراش
- إدمون تويما بدور الجرسون
- جميل عز الدين بدور يسري

## وصلات خارجية
- مقالات تستعمل روابط فنية بلا صلة مع ويكي بيانات